# Heraclides erostratus subsp. vazquezae
Heraclides erostratus vazquezae es una mariposa de la familia Papilionidae. Papilio erostratus vazquezae según la taxonomía más aceptada

## Clasificación y descripción de la especie
Esta especie tiene las antenas, el tórax y el abdomen negros; en la cabeza y abdomen presentan puntos de color rojo coral. Las alas anteriores y posteriores son de color negro con brillo ligeramente verdoso. En su vista dorsal las alas anteriores en la banda marginal presentan ocho lúnulas de color blanco muy delgadas en cada ala. Las alas posteriores en su vista dorsal son de color negro con brillo verdoso, igual que las alas anteriores. 
Se distingue de la especie típica en la serie de lúnulas o manchas blanquecinas de la banda submarginal, siendo más chicas y achatadas en el extremo distal. Otra diferencia es la presencia de otra serie de manchas difusas en la banda o área postdiscal de las alas posteriores. Ventralmente las alas son de color negro y en la banda marginal o lúnulas blancas muy delgadas. Las alas posteriores en el área ventral son de color negro con siete lúnulas blancas en el área de la banda marginal. Estas presentan el área más discal manchada de rojo coral, y es más notable entre las venas A2 y M2. 
Presenta también dos series de manchas rojo coral, una en el área o banda submarginal y otra en la banda postdiscal, estas de color rojo. También presentan otra mancha entre estas dos bandas entre las venas A2 y Cu2. La vena m3 está desarrollada formando una “cola” de color negro con borde blanco, siendo más delgado hacia la punta. En la hembra los colores de las series de manchas submarginales y postdiscal de las ala posteriores en la vista dorsal y ventral son de color rojo coral y un poco más grandes.

## Distribución de la especie
Se distribuye en el suroeste de México, en los estados de Jalisco, Colima, Michoacán, Guerrero y Morelos.

## Estado de conservación
No se encuentra bajo ninguna categoría de riesgo.